# 相位編碼 (磁振造影)
相位編碼是磁振造影中獲得空間中自旋分佈資訊的方法之一，利用到沿著一固定方向的梯度磁場使此方向不同位置的自旋獲得不一樣的相位，可以在隨後的電動勢訊號接收以及訊號處理可以重建成影像。
相位编码是磁共振影像技术空间定位的基本手段之一，另外两个手段分别是片层选择和频率编码。相位编码是通过在空间某一坐标轴方向上施加梯度磁场，使得在该方向不同位置处核磁矩自旋产生失相，用以标识对应位置。假设自{\displaystyle t=0}时刻开始，给出持续时间为{\displaystyle \Delta t}的梯度脉冲，则在该方向上不同位置{\displaystyle x_{i}}上的相位变化为{\displaystyle \gamma Gx_{i}\Delta t}，由于一次采集仅能够得到相位信息，而无法获得频率信息，因此需要进行多次变化梯度脉冲幅度或持续时间（参考上一公式），从这些不同时间采集的数据中可以获得对应不同位置的频率信息，进而获得空间信息。